# BlackBerry Messenger
BlackBerry Messenger (BBM) was tussen 2005 en 2019 een applicatie voor mobiele communicatie en instant messaging, oorspronkelijk alleen beschikbaar via toestellen van het merk BlackBerry en vanaf 2013 ook via een app op iOS en Android.

## Pionier inzake messaging
De dienst was de pionier inzake communicatie van foto’s, video of geluid en video-bellen aan de kost van data-verkeer via mobiel internet of wifi en zo de voorloper van succesvolle apps als Whatsapp of Telegram die nadien mee aan de basis lagen van het verdwijnen van BBM.
Anders dan bij sms verliep de adressering initieel niet met via het gewone telefoonnummer, maar dankzij een speciaal nummer, de BlackBerry PIN. Door dit nummer selectief aan anderen te verstrekken kon men (net als bij het telefoonnummer en het e-mailadres, maar onafhankelijk daarvan) bepalen van wie men berichten via dit systeem wilde ontvangen. Bij de release van BBM 5.0 kon men ook eenvoudig een QR-code op de andere telefoon inscannen. Naderhand werd de applicatie, net als de grootste concurrenten, bijkomend gestuurd vanuit het GSM-nummer.
Het verzonden bericht verscheen direct op het scherm van het ontvangende toestel, dat als waarschuwingstoon een kenmerkend ‘PING’-geluid voortbracht. De benaming ‘pingen’ kwam hiervandaan.
In bijvoorbeeld het Verenigd Koninkrijk en Nederland waren de Blackberry telefoons aan het eind van het eerste decennium van dit millennium populair onder tieners en jongeren, net vanwege het pingen.

## Opgang en te late migratie naar andere platformen
BlackBerry begon in 2005 met de dienst en haalde in 2011 en 2012 respectievelijk zestig en zeventig miljoen gebruikers, louter via de eigen toestellen. In 2014, na de multi-platform-lancering die volgde op de sterk dalende populariteit van de Blackberry toestellen, steeg het aantal downloads tot bijna tweehonderd miljoen.
Maar veertien jaar na de lancering, op 31 mei 2019, toen bleek dat de strijd tegen Whatsapp en Telegram verloren was, besloot het bedrijf om de stekker uit de ooit zo succesvolle dienst te trekken voor particulieren gebruikers. De dienst bestaat wel nog steeds voor professionele gebruikers onder de naam BBM Enterprise.